# Свердловський район (Перм)
Свердловський район (рос. Свердловский район) — один з семи районів Пермі (Росія). За підсумками Всеросійського перепису населення 2002 року Свердловський район — найбільший в Пермі за чисельністю населення. Населення району становило 215 487 чоловік (21,3 % від населення Пермі).

## Історія
Свердловський район був створений 27 травня 1936 року, коли Президія міської ради ухвалила рішення про створення Ленінського, Сталінського (тепер — Свердловський) та Кагановичського (тепер — Дзержинський) районів та установи відповідних районних Рад.
Названий на честь Якова Михайловича Свердлова, який керував партійними організаціями Уралу в період революції 1905–1907 років. У сквері на вулиці Чкалова встановлено погруддя Я. М. Свердлова.

## Географія
Район повністю розташований в лівобережній частині Пермі і не прилягає до Ками.

## Вулиці
- Вулиця Героїв Хасана